# Pere Prat i Boix
Pere Prat i Boix (Tavèrnoles, 6 de febrer de 1956) és un polític català de l'àmbit municipal, alcalde de Manlleu de 2003 a 2015. 
Treballador de banca des de 1980, milita a Esquerra Republicana de Catalunya des de 1987, partit amb el que ha estat candidat a l'Ajuntament de Manlleu de 1991, 1995, 1999, 2003, 2007 i 2011, i ha ocupat l'alcaldia de 2003 a 2015. Anteriorment havia estat primer tinent d'alcalde, de 1995 a 1999.
Conseller i portaveu del Grup Comarcal d'ERC al Consell Comarcal d'Osona (1995-1999 i 1999-2003), diputat a la Diputació de Barcelona (2011-2015), com a president del grup ERC-AM 2, conseller i portaveu del Grup Comarcal d'ERC al Consell Comarcal d'Osona (1995-1999 i 1999-2003) i membre de l'Executiva de la Federació de Municipis de Catalunya (FMC) (2003-2007 i 2007-2011).
Fou imputat en un cas de prevaricació amb relació a la reparació de la fàbrica de Can Rifà de Manlleu. El 14 de setembre de 2009 fou absolt pel Jutjat Penal número 1 de Manresa, sentència confirmada l'abril de 2010 per l'Audiència Provincial de Barcelona.